# Ætt
De Scandinavische clan of ætt was een sociale groep op basis van gemeenschappelijke afstamming, dan wel op de formele aanvaarding in de groep op een ding.

## Geschiedenis
De clan was de voornaamste vorm van veiligheid in de Noorse samenleving omdat clanleden door eer verplicht waren elkaar te wreken. De Noorse clan was niet zoals een Schotse clan gebonden aan een bepaald grondgebied dat het stamhoofd bezat. Het land van de Scandinavische clan was eigendom van individuen die naaste buren hadden van andere clans. De naam van de clan was afgeleid van die van haar voorvader, vaak met de toevoeging van een -ung of -ing uitgang.
Toen in Scandinavië de centrale regering geleidelijk werd opgericht verloren de ætt hun relevantie voor burgers. Voor de adel bleef het echter in gebruik als naam voor lijn en dynastie.
Voorbeelden van clans:
- Wægmunding, in Beowulf.
- Ylfing of Wulfing in Beowulf en saga's.
- Scylfing (Yngling)
- Skjöldung (Scylding)
- Völsung

## Runologie
In runologie is een ætt een van de drie groepen van acht runen van het oudere Futhark.
Daarin is "Freyrs ætt" fuþarkgw, "Heimdalls ætt" is hnijïpzs, en "Tyrs ætt" is tbemlŋdo. Daarnaast is het van toepassing is op een van de drie groepen van zes runes van het Armanen Futharkh.

Freyrs ætt
Heimdalls ætt
Tyrs ætt